# Бєлгородська ТЕЦ «Луч»
ГТ ТЕЦ «Луч» — підприємство енергетики, розташоване в російському місті Бєлгород, що входить до складу ПАТ «Квадра». Встановлена електрична потужність газотурбінної станції складає 60 МВт, теплова — 60 Гкал/год. Чисельність співробітників — 38 осіб.
Постраждала 14 жовтня 2022 року під час обстрілу ракетами Харкова з Бєлгородської області.

## Опис
Газотурбінна ТЕЦ «Луч» (укр. Промінь) — перша газотурбінна теплоелектроцентраль у Бєлгородській області та одна з перших серед теплофікаційних установок середньої потужності в Росії. Пуск станції відбувся 18 грудня 2005 року. ТЕЦ побудована менш ніж за рік, працює в когенераційному циклі, який передбачає комбіноване вироблення електроенергії та тепла. Основним паливом є газ.
На ТЕЦ «Луч» діють два енергоблоки встановленою електричною потужністю 30 МВт кожен, що складаються з газової турбіни, електрогенератора та водогрійного котла-утилізатора встановленою тепловою потужністю 31,2 Гкал на годину кожен.
Наразі ТЕЦ разом із котельнею «Південна» забезпечує теплом частину мікрорайону «Харківська гора» Бєлгорода, забезпечує на 9,7 % потреба міста в тепловій енергії.

## Вибух
За інформацією місцевих російських ЗМІ у п'ятницю 14 жовтня 2022 року в Бєлгороді пролунали вибухи в районі міської ТЕЦ «Луч» — нібито в низці районів зникло світло, відключилися світлофори, знеструмлено ділянку від вулиці Конєва до Сіті Молла. Як повідомив губернатор Бєлгородської області після нібито обстрілу Бєлгорода «з боку ЗСУ», спалахнула підстанція 110 кВт. Також стало відомо, що всі вісім запущених ракет з Бєлгородської області у напрямку Харкова залишися на території Бєлгородської області. Цю інформацію підтвердила моніторингова група, яка повідомила, що росіяни самі ж обстріляли свою ТЕЦ. Зокрема, з 10 запущених у бік Харкова ракет, всі 10 вибухнули у повітрі, випадково уразивши Бєлгородську ТЕЦ «Луч». Однак, російські пропагандистські канали заявили, що станцію, нібито, обстріляли ЗСУ.

## Перелік основного обладнання
| Агрегат                        | Тип              | Виробник                             | Кількість | Введення в експлуатацію | Основні характеристики | Основні характеристики | Джерела     |
| Агрегат                        | Тип              | Виробник                             | Кількість | Введення в експлуатацію | Параметр               | Значення               | Джерела     |
| ------------------------------ | ---------------- | ------------------------------------ | --------- | ----------------------- | ---------------------- | ---------------------- | ----------- |
| Устаткування газотурбінної ТЕЦ |                  |                                      |           |                         |                        |                        |             |
| Газова турбіна                 | LM2500+ DLE HSPT | General Electric США                 | 2         | 2005 р.                 | Паливо                 | газ                    | [ 4 ] [ 5 ] |
| Газова турбіна                 | LM2500+ DLE HSPT | General Electric США                 | 2         | 2005 р.                 | Потужність (ISO)       | 30 МВт                 | [ 4 ] [ 5 ] |
| Газова турбіна                 | LM2500+ DLE HSPT | General Electric США                 | 2         | 2005 р.                 | t вихлопу              | 499 °C                 | [ 4 ] [ 5 ] |
| Котел-утилізатор               | КУВ-35,0/150     | Машинобудівний завод «ЗіО-Подольськ» | 2         | 2005 р.                 | Теплова потужність     | 31,2 Гкал/год          | [ 4 ] [ 6 ] |

## Адреса
308036, Росія, Бєлгородська обл., м. Бєлгород, вул. Щорса, буд. 45, літ З.